# Charles Giordano
Charles Giordano (New York, New York) američki je glazbenik, najpoznatiji kao član E Street Banda Brucea Springsteena kojem se pridružio kao zamjena za preminulog Dannyja Federicija.

## Vanjske poveznice
- Charles Giordano u internetskoj bazi filmova IMDb-u (engl.)